# Escala T
La escala T (1:450), ancho T, o trocha T, es una escala de ferromodelismo con un ancho de vía de 3mm. Fue introducida en la Exposición de Juguetes de Tokio en 2006 por KK Eishindo de Japón, y comercializada en el 2007. Es presentada como la escala comercial de ferromodelismo más pequeña del mundo. Desde mediados de 2009, Railway Shop (Hong Kong) es el único fabricante con licencia.
Los modelos son alimentados mediante batería (con un adaptador de CA opcional) hasta un máximo de 4,5 V CC. Para mejorar el agarre y la fuerza de tracción, los coches motorizados poseen ruedas magnéticas, y las vías tienen rieles de acero.